# Смоленська шляхта

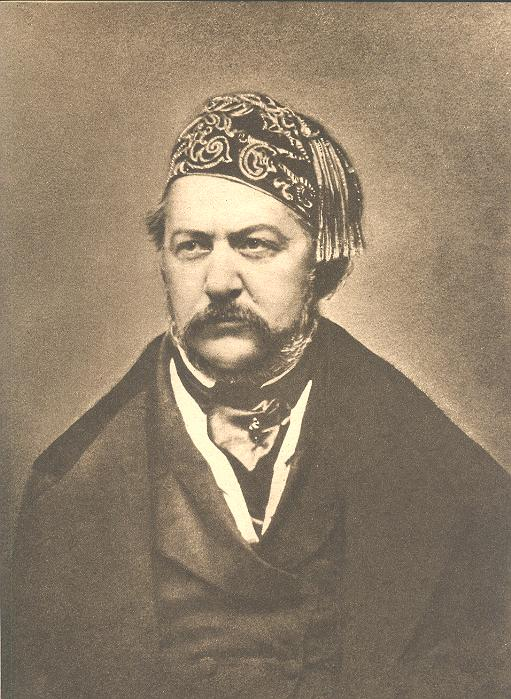
Михайло Глінка – представник смоленської шляхти.

Смоленська шляхта - привілейована категорія населення, що виникла в період перебування Смоленщини у складі Великого князівства Литовського. Після Деулинського перемир'я до складу смоленської шляхти увійшли також польська старшина, які отримала від короля землі на Смоленщині. Після взяття Смоленська московськими військами в 1654 році 600 шляхтичів перейшли на службу до царя Олексія Михайловича. Понад 400 шляхтичів було депортовано до Башкирії, решта залишилися у Смоленську. До кінця XVIII століття вони остаточно обрусіли і перетворилися на простих провінційних дворян.

## Історія
Зберігаючи історичні традиції Великого князівства Смоленського, яке існувало до почачтку 15 ст., й шляхетські права й привілеї, надані литовськими князями і королями Польщі, смоленські шляхтичі послідовно боронили їх від зазіхань Москви після прилучення Смоленщини до складу Московської держави у 1514 р. Москва урочисто зобов'язалася «во всем оберегать и прав и вольностей их ни в чем не нарушить». Цим забезпечено було маєткові права шляхти, її становий устрій, зокрема шляхетське самоврядування, територіальну військ. організацію, свободу віровизнання (серед смолян., в масі православних, було й чимало католиків), мовно-освітні права, побутові особливості тощо. 
Смоленська шляхта мала відбувати військову службу, як окремий кінний «полк Смоленський» (він складався винятково з шляхтичів Смоленщини — від командира до рядового солдата), на чолі якого був полковник (потім генерал-майор), якого за рекомендацією шляхти затверджував цар; він був і офіційним лідером місцевої знаті Ця військова організація існувала до 1764, коли російський уряд її скасував і поширив на Смоленщину звичайну імперську військово-адміністративну систему. У 17 ст.  Смоленщиною відав московський «Приказ княжества Смоленского» (підлеглий Посольському приказові), а в 18 ст. російський Сенат, за допомогою адміністрації (з 1740-их pp.). 
Частина місцевої шляхти., яка ще в 17 ст. була переселена на Схід, в Башкирію, зберігала свої права й навіть офіційно називалася «Смоленским шляхетством Уфимского уезда», що мало своїх представників також у Законодавчій Комісії 1767 р. Російський уряд, починаючи з Петра І, поступово обмежував права смоленського дворянства (що викликало з його боку петиції й протести), а в 1764 — 1765 скасував військову організацію Смоленської шляхти і перетворив Смоленщину на звичайну російську губернію, а місцеве шляхетство. — на російську дворянство.
Географічне сусідство, історичні зв'язки й традиції, окремий правний статус Смоленщини., а також спільні економічні й почасти культурні й політичні інтереси, з одного боку, й колоніальний наступ Москви — з другого, створювали й щораз більше зміцнювали зв'язки смоленської шляхти з українською та козазькою старшиною Гетьманщини. Гетьмани Іван Самойлович і Данило Апостол та вища старшина (Миклашевські, Лизогуби, Гамалії, Дунин-Борковські та ін.) ріднилися з визначнішими родами смолян. (Корсаки, Повало-Швайковські, Храповицькі, Енгельгардти, Рачинські, кн. Друцькі-Соколинські, Воєводські, Красно-Милашевичі, Потьомкіни, Пасеки, Ликошіни, Ридванські, Савицькі тощо). Родинні, а також економічні й культурні взаємини смоленської шляхти і шляхетства Гетьманщини сприяли обопільному переселенню, продажеві й обмінові маєтків, переведенню смоленських селян-кріпаків на Україну тощо. «Полк смоленської шляхти» брав участь у Чигиринських, Кримських і Азовських походах та інших подіях й акціях в Україні того часу. Смоленські шляхтичі. тим охочіше підтримувала ці стосунки, що протягом 18 ст., в умовах російського панування й колоніальної політики, відбувався швидкий процес збіднення й зубожіння шляхетської маси.  
Ці зв'язки у 18 ст. набрали таких розмірів, що російський уряд вважав за потрібне «отводить малороссиян от свойства с смольянами» («секретнейший» указ цариці Анни Іванівни князю О. Шаховському 31. 1. 1734). Особливо рос. уряд непокоїли політ. зв'язки С. ш. й Гетьманщини. Автономістичний рух на Смоленщині, що діставав підтримку сусідньої Речі Посполитої, мав певний вплив і відгук на Гетьманщині, зокрема в 1730-их pp. (справа Ф. Красно-Милашевича й кн. О. Черкаського) і в сер. 18 ст. Недарма скасування автономії С. ш. в 1764 — 65 збіглося з ліквідацією гетьманату, а на чолі російської урядової комісії, яка запропонувала це скасування, було поставлено тоді вже колишнього гетьмана К. Розумовського. Ще в кінці 18 ст., за Павла І, російський уряд був дуже стурбований т. зв. «Смоленською змовою» 1798, в якій поряд з видатними представниками місцевого дворянства. брали участь також українські старшини (ген. Павло Білуха-Кохановський, капітан Федір Лукашевич, брат В. Лукашевича, та ін ). 